# Cha-Cha
Pour les articles homonymes, voir Chacha.
 (décembre 2013).
Si vous disposez d'ouvrages ou d'articles de référence ou si vous connaissez des sites web de qualité traitant du thème abordé ici, merci de compléter l'article en donnant les références utiles à sa vérifiabilité et en les liant à la section « Notes et références ».

Le Cha-Cha est une friandise belge fabriquée et commercialisée par la biscuiterie LU.

## Histoire
Le Cha-Cha a été inventé par Paul Parein en 1958, alors directeur de la biscuiterie Parein.

## Description
Le Cha-Cha se présente sous la forme d'une barre chocolatée composée de plusieurs couches successives de gaufrettes et de caramel, le tout enrobé de chocolat au lait. 
Une barre pèse 25gr et contient 128 kcal.